# 罗远鹏
罗远鹏（？—），中华人民共和国政治人物，曾任中共天津市委常委、宣传部部长、秘书长，天津市人大常委会副主任。